# Virginia Beach
Virginia Beach es una ciudad de la Mancomunidad de Virginia, Estados Unidos, que está situada con el océano Atlántico al este y la ciudad de Chesapeake al oeste. Es la ciudad con mayor población del estado y la 41.ª ciudad más grande en los Estados Unidos con una población de 437 994 habitantes de acuerdo con el Censo de 2010.
La ciudad está incluida en el Libro Guinness de los récords por tener la playa más larga en el mundo. La playa empieza por el extremo sur del Chesapeake Bay Bridge-Tunnel, el puente túnel más largo en el mundo, y se extiende hasta la frontera con Carolina del Norte.

## Clima
El clima de Virginia Beach podría considerarse como húmedo subtropical, debido al efecto moderado que tiene el océano sobre la zona. Sin embargo, en el invierno se pueden presentar largos períodos de frío, aunque la nieve es más bien un fenómeno escaso. Los veranos son calurosos y húmedos, con noches cálidas. La temperatura media anual es de unos 16,4 °C (61 °F), con un promedio de 4 cm de nieve caída al año y 1249 mm de lluvia anual. Las estaciones más húmedas son la primavera y el verano, aunque las lluvias son prácticamente constantes a lo largo de todo el año. La mayor temperatura registrada fue de 40,6 °C, siendo la mínima temperatura registrada de -19.4 °C.
Es importante resaltar que, debido a la posición geográfica de la ciudad en relación con el trayecto de grandes tormentas, se obtiene un resultado especialmente favorable, ya que ésta se encuentra al sur de los trayectos de las grandes tormentas generadas en altitudes más altas, pero al norte de los trayectos usuales de huracanes y otras grandes tormentas tropicales.
| Parámetros climáticos promedio de Aeropuerto Internacional de Norfolk, Virginia (normales 1991–2020 normals, extremos 1874–presente) | Parámetros climáticos promedio de Aeropuerto Internacional de Norfolk, Virginia (normales 1991–2020 normals, extremos 1874–presente) | Parámetros climáticos promedio de Aeropuerto Internacional de Norfolk, Virginia (normales 1991–2020 normals, extremos 1874–presente) | Parámetros climáticos promedio de Aeropuerto Internacional de Norfolk, Virginia (normales 1991–2020 normals, extremos 1874–presente) | Parámetros climáticos promedio de Aeropuerto Internacional de Norfolk, Virginia (normales 1991–2020 normals, extremos 1874–presente) | Parámetros climáticos promedio de Aeropuerto Internacional de Norfolk, Virginia (normales 1991–2020 normals, extremos 1874–presente) | Parámetros climáticos promedio de Aeropuerto Internacional de Norfolk, Virginia (normales 1991–2020 normals, extremos 1874–presente) | Parámetros climáticos promedio de Aeropuerto Internacional de Norfolk, Virginia (normales 1991–2020 normals, extremos 1874–presente) | Parámetros climáticos promedio de Aeropuerto Internacional de Norfolk, Virginia (normales 1991–2020 normals, extremos 1874–presente) | Parámetros climáticos promedio de Aeropuerto Internacional de Norfolk, Virginia (normales 1991–2020 normals, extremos 1874–presente) | Parámetros climáticos promedio de Aeropuerto Internacional de Norfolk, Virginia (normales 1991–2020 normals, extremos 1874–presente) | Parámetros climáticos promedio de Aeropuerto Internacional de Norfolk, Virginia (normales 1991–2020 normals, extremos 1874–presente) | Parámetros climáticos promedio de Aeropuerto Internacional de Norfolk, Virginia (normales 1991–2020 normals, extremos 1874–presente) | Parámetros climáticos promedio de Aeropuerto Internacional de Norfolk, Virginia (normales 1991–2020 normals, extremos 1874–presente) |
| Mes | Ene. | Feb. | Mar. | Abr. | May. | Jun. | Jul. | Ago. | Sep. | Oct. | Nov. | Dic. | Anual |
| --- | --- | --- | --- | --- | --- | --- | --- | --- | --- | --- | --- | --- | --- |
| Temp. máx. abs. (°C) | 28.9 | 27.8 | 33.3 | 36.1 | 37.8 | 38.9 | 40.6 | 40.6 | 37.8 | 35 | 30 | 27.8 | 40.6 |
| Temp. máx. media (°C) | 10.4 | 11.9 | 15.6 | 21.1 | 25.2 | 29.6 | 31.9 | 30.5 | 27.4 | 22.4 | 16.7 | 12.6 | 21.3 |
| Temp. media (°C) | 5.7 | 6.8 | 10.4 | 15.6 | 20.2 | 24.8 | 27.3 | 26.2 | 23.3 | 17.6 | 11.8 | 7.8 | 16.4 |
| Temp. mín. media (°C) | 0.9 | 1.7 | 5.2 | 10.1 | 15.1 | 20.1 | 22.7 | 22 | 19.2 | 12.8 | 6.9 | 3.1 | 11.6 |
| Temp. mín. abs. (°C) | -19.4 | -16.7 | -10 | -5 | 2.2 | 7.2 | 12.2 | 9.4 | 4.4 | -2.8 | -8.3 | -15 | -19.4 |
| Precipitación total (mm) | 86.6 | 73.7 | 93.7 | 85.6 | 96 | 112.5 | 154.4 | 149.4 | 137.2 | 98 | 78.7 | 83.3 | 1249.2 |
| Nevadas (cm) | 8.1 | 3.8 | 1 | 0 | 0 | 0 | 0 | 0 | 0 | 0 | 0 | 2.8 | 15.7 |
| Días de precipitaciones (≥ 0.2 mm)                                                                                                   | 10.7 | 9.2 | 10.9 | 10.0 | 11.2 | 9.7 | 10.6 | 10.2 | 9.4 | 7.7 | 8.9 | 9.9 | 118.4 |
| Días de nevadas (≥ 0.2 cm) | 1.7 | 1.3 | 0.5 | 0.0 | 0.0 | 0.0 | 0.0 | 0.0 | 0.0 | 0.0 | 0.0 | 0.5 | 4.0 |
| Horas de sol | 171.5 | 175.2 | 229.3 | 252.8 | 271.7 | 280.1 | 278.3 | 260.4 | 231.4 | 208.3 | 175.7 | 160.4 | 2695.1 |
| Humedad relativa (%) | 66.3 | 65.6 | 64.6 | 62.8 | 68.8 | 70.6 | 73.3 | 75.2 | 74.4 | 72.1 | 68.5 | 67.0 | 69.1 |
| Fuente: NOAA (humedad y horas de sol 1961–1990)                                                                                      | | | | | | | | | | | | | |

## Geografía
Virginia Beach está situada en las coordenadas 36°51′10″N 75°58′40″O / 36.85278, -75.97778. De acuerdo con la Oficina del Censo de los Estados Unidos, la ciudad tiene un área total de 1,288.1 km². 643.1 km² son de tierra y 645.0 km² son agua.

## Ciudades hermanas
Virginia Beach tiene tres Ciudades hermanas:
- Bangor, Irlanda del Norte, Reino Unido
- Miyazaki, Prefectura de Miyazaki, Kyūshū, Japón
- Moss, Noruega